# Рябчиков, Евгений Иванович
Евгений Иванович Рябчиков (25 марта 1909, Ярославль — 30 апреля 1996, Москва) — советский писатель, сценарист и журналист.

## Биография
Родился 25 марта 1909 года в Ярославле. Родители: судебный следователь Иван Николаевич Рябчиков (1881—1954) и учительница младших классов Татьяна Никаноровна Драгунова (1885—1964). У Евгения две младшие сестры: Екатерина и Лариса.
В 1909 году отец Евгения был переведён по службе в Астрахань, затем в Красный Яр Астраханской губернии, где познакомился с политическим ссыльным Михаилом Васильевым-Южиным, а затем — снова в Астрахань.
После Октябрьской революции из-за малярии, которой страдали сёстры Евгения, семья перебралась в Саратов, затем в Энгельс.
Из-за голода в Поволжье в 1921 году семья перебралась в Нижний Новгород.
В 1927 году окончил опытно-показательную школу при Нижегородском педагогическом институте. Его соседом по парте был будущий папановец Евгений Фёдоров.
В 1928 году окончил Нижегородский педагогический институт по специальности учитель  русского языка и литературы.
Работал журналистом в Нижнем Новгороде. Был заместителем редактора газеты «Динамовец начеку» (органа местного НКВД), выходившей в Нижнем Новгороде. В 1932 году в Москве вместе с корреспондентом своей газеты Львом Линьковым встречался с писателем Максимом Горьким.
В начале 1930-х годов вместе с Львом Линьковым перебрался в Москву. С 1934 года был специальным корреспондентом «Комсомольской правды», печатался в «Правде» и журнале «Огонёк».
Брал интервью у К. Э. Циолковского. Познакомился с конструктором ракетной техники Сергеем Королёвым.
В 1935 году в издательстве «Молодая гвардия» вышла первая книга Рябчикова «Громов» — о лётчике Михаиле Михайловиче Громове.
В 1934 году познакомился с Никитой Карацупой, о котором написал три книги: «Никита Карацупа и его собака Индус», «Следопыт» и «Засада на Чёрной тропе».
6 сентября 1937 года арестован по «делу Центрального аэроклуба». Рябчиков рассказывал в очерке «Возвращение»:
Следователи на допросах смеялись надо мной, как над дурачком. Они хотели видеть во мне международного шпиона, тайного связного между маршалами Тухачевским и Блюхером, выкормыша командующего Военно-Воздушными Силами РККА Алксниса и командующего воздушной обороной Эйдемана.
К Рябчикову применены «меры физического воздействия». Во время допросов делил камеру в Лубянской тюрьме с Павлом Горшениным, Евгением Стоманом (1895–1964), Сергеем Бергавиновым, Александром Тодорским и Иваном Радченко.
5 февраля 1938 года Особое совещание при НКВД приговорило Рябчикова по статьям 58-6, 58-10, 58-11 к 5 годам исправительно-трудового лагеря.
Во время Великой Отечественной войны отбывал заключение в Ухтижемлаге, работал на Крутянском сажевом заводе, где познакомился с будущей женой — директором завода Сусанной Михайловной Карпачёвой (1910—1998). Летом 1943 года по распоряжению заместителя наркома НКВД А. П. Завенягина Карпачёва переведена в Норильск. В том же году в Норильск по её ходатайству отправлен в ссылку Рябчиков. В 1943 году, в Красноярске, ожидая теплохода в Норильск, Рябчиков и Карпачёва поженились. 25 января 1945 года у них родился сын Борис.
В Норильске работал в культурно-воспитательном отделе (КВО) Норильлага, участвовал в выпуске газет «Металл — фронту» и «Заполярный динамовец». Написал сценарий к фильму «Гигант Заполярья» (1945) о Норильском комбинате.
Карпачёва попросила о помощи авиаконструктора Александра Сергеевича Яковлева. В книге «Цель жизни» Яковлев сообщает:
Пользуясь удачным случаем и хорошим настроением Сталина, я решил попытать счастья и заговорил с Завенягиным о Рябчикове. Я попросил, если можно, пересмотреть его дело. Слышавший этот разговор Сталин обронил, обращаясь к Завенягину:
— Посмотрите.

Этого ни к чему не обязывающего одного только слова оказалось достаточно.
По возвращении в Москву назначен специальным корреспондентом «Комсомольской правды».
Автор сценария фильма «Волго-Дон» (режиссёр Фёдор Киселёв, 1952) о строительстве Волго-Донского судоходного канала имени Ленина.
В 1956 году реабилитирован.
В 1956 году участвовал в первой комплексной антарктической экспедиции.
Выступил соавтором (вместе с Ефимом Учителем и Ильёй Котенко) фильма «Русский характер» (1957) Ленинградской студии кинохроники.
Член Союза писателей СССР с 1957 года.
Автор сценариев фильмов Центрнаучфильма, посвящённых первым полётам советских космонавтов, — «Первый рейс к звёздам» (вместе с Георгием Кублицким, 1961), «Снова к звёздам» (1967) — о Германе Титове (режиссёры Дмитрий Боголепов и Григорий Косенко, 1961), «Звёздные братья» — о полёте Андрияна Николаева и Виталия Севастьянова на корабле «Союз-9» (режиссёр Дмитрий Боголепов), «Десять лет космической эры» (режиссёр Николай Макаров, 1967), за которые был награждён орденом «Знак Почёта».
В соавторстве с журналистом Александром Магидом (1902—?) написал книгу «Становление» (1978) об авиаконструкторе Андрее Николаевиче Туполеве в серии «Творцы науки и техники».
Умер 30 апреля 1996 года в Москве. Похоронен на Ваганьковском кладбище.

## Награды
- Орден Трудового Красного Знамени[2]
- Орден «Знак Почёта»[2] — дважды[9]
- Приз «Золотой голубь» Международного фестиваля документального кино (1965)[9]
- Премия Союза журналистов СССР (1971)[9]